# Josef Proksch
Josef Proksch, né le 4 août 1794 à Reichenberg et mort le 20 décembre 1864 à Prague, est un pianiste et professeur bohémien.
Sa fille, Marie Proksch, a été aussi une pianiste et une compositrice connue.

## Biographie
Proksch, qui est devenu aveugle à l'âge de 17 ans, est un élève de Johann Antonín Koželuh. En 1830, Proksch a ouvert le Musikbildungsanstalt (Académie de Musique) à Prague. Sa méthode de travail d'avoir plusieurs élèves jouant simultanément lors des  leçons de piano, a été poursuivie pendant plus de cent ans. Son élève le plus fameux a été Bedřich Smetana, à qui Prosch a enseigné le piano et la théorie de la musique de 1843 à 1847.

## Œuvres
À côté des compositions pédagogiques pour le piano, Proksch a écrit un concerto pour trois pianos, des sonates pour piano, des messes, et des cantates, et a effectué des transcriptions de nombreuses œuvres orchestrales pour quatre à huit pianos afin d'être utilisées lors des leçons. 
- Versuch einer rationellen Lehrmethode im Pianoforte-Spiel – 50 volumes, méthode pédagogique (1841–1864)
- Die Kunst des Ensembles im Pianoforte-Spiel – 7 volumes, méthode pédagogique (1859)